# Doubravszky Sándor
Doubravszky Sándor (Salgótarján, 1938. május 5. – Budapest, 2000. május 15.) okleveles vegyészmérnök, a kémiai tudományok kandidátusa, a Bagolyvár Könyvkiadó társalapítója és munkatársa; Alexander Oakwood néven több önfejlesztő könyv és aforizmagyűjtemény szerzője.

## Karrier
Bányászcsalád második gyermekeként született. Édesapja, Doubravszky Jaroszláv, morvaországi elszegényedett kisnemesi család sarja. Édesanyja, Molnár Erzsébet, egy Salgótarján környéki falu szülötte. Doubravszky Sándor Salgótarjánban érettségizett 1956-ban, majd szeptembertől a Leningrádi Textil Egyetemen folytatta tanulmányait a szintetikus szálak szakon. 1961-ben kitüntetéses vegyészmérnöki oklevelet szerzett. Oroszul, németül és angolul tárgyalási szinten beszélt.
Tudományos munkássága a poliamidok szintéziséhez, feldolgozás- és alkalmazástechnikájához kapcsolódott. 1969-ben elnyerte a kémiai tudományok kandidátusa címet, 1972-ben műszaki doktorrá avatták. Egy sor know-how és szabadalom fűződik a nevéhez. 
1961-1990-ig a Műanyagipari Kutatóintézetben (MÜKI) dolgozott laborvezetői, osztályvezetői, tudományos igazgatóhelyettesi, majd igazgatói minőségben. Irányítása alatt – melynek során számos racionalizálást és modernizációt célzó intézkedést vezetett be –, a MÜKI az ország öt élenjáró ipari kutatóintézetének egyike volt. Az intézet kutatói számára előírta, hogy tanuljanak meg gépelni. Így két osztályvezető mellett egyetlen titkárnő is el tudta látni a szükséges feladatokat. Ezen felül kutatói számára minimum két idegen nyelv legalább olyan szintű ismeretét írta elő, amely lehetővé tette a külföldi szakirodalom magyar fordítás nélküli megértését és használatát. Mint a biztonságtechnika első számú felelőse, az előírások szigorú és következetes betartatásával elérte, hogy a veszélyes üzemként működő MÜKI területén az ő irányítása alatt halálos baleset ne forduljon elő. 
1990-ben, amikor a Tudományos Tanács nem fogadta el javaslatát a MÜKI fennmaradásához szükséges szervezeti változtatásokra, felmentését kérte. 1975-1980 között a Műszaki Kutatásokat Koordináló Tanács mellett működő K-2 Programiroda vezetője; 1975-től a KGST országok közös műanyag kutatásait koordináló Meghatalmazottak Tanácsának helyettes vezetője, 1988-tól vezetője volt. 1990-91-ben az Országos Műszaki Fejlesztési Bizottság és az Ipari és Kereskedelmi Minisztérium által létrehozott szakértői bizottság vezetőjeként az ipari kutatóintézeti hálózat szerkezetátalakítására dolgozott ki javaslatot, amely a továbbiakban a hálózat átalakításának alapját képezte. 1991-1994-ig a Kecskeméti Gépipari és Automatizálási Műszaki Főiskola Műanyag Tanszékének vezetője. Itt az oktatás modernizációja érdekében saját kezdeményezésből angol és német nyelven is oktatott szaktárgyakat, valamint – a főiskola történetében először – nyilvánosbeszéd és tárgyalástechnika tárgyakban is tartott szemináriumot.
Szervezői és vezetői tevékenységében hobbija – a vezetés elméletével és gyakorlatával, továbbá önfejlesztéssel (self-help) foglalkozó könyvek gyűjtése és feldolgozása – segítette. Ebből, és György fiának a Műszaki Egyetem Barométer című lapja alapítójaként és felelős szerkesztőjeként szerzett kiadói tapasztalataira alapozva született a Bagolyvár Könyvkiadó gondolata, melyet fiával és annak barátaival együtt alapított 1990-ben. A könyvek nagy részét ő válogatta és fordította, de fontosnak tartotta, hogy tapasztalatait önállóan is publikálja. Inkognitója megőrzése céljából eleinte Alexander Oakwood néven publikált. Írói nevének név története, hogy a doubrava szó csehül tölgyerdőt jelent, de mivel a ’90-es évek elején Tölgyessy Péter neve már országszerte ismert volt, a félreértések elkerülése végett a tölgyerdő angol megfelelőjét választotta.
Az 1991-ben Mikor mondjunk nemet, és hogyan – avagy út az önbecsüléshez címen megjelent könyve sikerén felbuzdulva egy 12 kötetből álló Fiatalok sikeriskolája sorozatot tervezett megírni. Ezek közül csak 3 kötetet tudott befejezni, a negyediket pedig teljes – már csak megírandó – vázlat formájában hagyta hátra. Saját nevén csak egyetlen könyvet jelentetett meg: a kalandos életet megélt anyósa életrajzát, Ánya – egy orosz asszony élete címmel.
A politikát tevékenysége környezeti feltételeit befolyásoló eszközként tekintette, és csak ebben az értelemben érdekelte.[forrás?] 1966-1980-ig, igazgatóhelyettesi kinevezéséig, a MÜKI párttitkáraként sokban hozzájárult az intézet színvonalának emeléséhez. Ő kezdeményezte például, hogy osztályvezetőnek kizárólag tudományos minősítéssel rendelkező munkatársat nevezzenek ki. Párthatározatba foglaltatta, hogy felső vezetői posztot a nyugdíjkorhatár elérése után ne lehessen betölteni. A felmentést követően viszont messzemenően támogatta az illető kutatói tevékenységét. Maximálisan egyetértett a munkahelyi pártszervezetek megszűnésével, elsőként csatlakozott a lakóhely szerinti pártszervezethez. 1989 októberében küldöttként részt vett az MSZP alakuló kongresszusán. A rendszerváltás után elnökségi tagként részt vett az MSZP II. kerületi szervezetének munkájában.
Hosszas betegség után 2000. május 15-én távozott az élők sorából. A budapesti Farkasréti temetőben nyugszik.

## Magánélet
Fiatal korában rendszeresen sportolt, egy alkalommal az egyetemi úszóbajnokságon aranyérmesként végzett. Négy éven keresztül ő vezette a Leningrádban tanuló diákok magyar népi táncegyüttesét, amelyet irányítása alatt számos televíziós szereplésre is meghívtak. Nagyon kedvelte az erdei túrákat, különösen az éjszakai sétákat – ez biztosította számára a teljes kikapcsolódást. Szerette a költészetet és a zenét, kedvencei József Attila és Wolfgang Amadeus Mozart. 1962-ben nősült, felesége dr. Jánossy Ilona. Három gyermekük Gergely (1963-1981), György (1964-2017) és Júlia (1972).